# Campionato georgiano di football americano 2021
Il Campionato georgiano di football americano 2021 è la quinta edizione dell'omonimo torneo di football americano organizzato dalla GAFF.
Ha avuto inizio il 5 giugno .
il 24 luglio gli Tbilisi Crusaders si sono ritirati dal campionato, seguiti dai Rustavi Steelers il 26 luglio.

## Squadre partecipanti
| Club              | Città   | Stadio | Sponsor ufficiale | Risultato nella stagione 2020 |
| ----------------- | ------- | ------ | ----------------- | ----------------------------- |
| AFC Tbilisi       | Tbilisi |        |                   |                               |
| Rustavi Steelers  | Rustavi |        |                   |                               |
| Tbilisi Crusaders | Tbilisi |        |                   |                               |
| Tbilisi Eagles    | Tbilisi |        |                   |                               |

## Stagione regolare

### Calendario

#### 1ª giornata
| Rustavi 5 giugno 2021, ore 18:00 | Rustavi Steelers | 14 – 6 | Tbilisi Crusaders | Stadio centrale |

#### 2ª giornata
| Tbilisi 13 giugno 2021, ore 17:00 | Tbilisi Eagles | 34 – 0 | AFC Tbilisi | Parco Olimpico Digomi |

#### 3ª giornata
| 17 luglio 2021 | Tbilisi Eagles | 12 – 30 | Rustavi Steelers |  |

### Classifica
La classifica della regular season è la seguente:
- PCT = percentuale di vittorie, G = partite giocate, V = partite vinte, N = partite pareggiate, P = partite perse, PF = punti fatti, PS = punti subiti

| Pos. | Squadra           | PCT   | G | V | N | P | PF | PS |
| ---- | ----------------- | ----- | - | - | - | - | -- | -- |
| 1    | Rustavi Steelers  | 1.000 | 2 | 2 | 0 | 0 | 44 | 18 |
| 2    | Tbilisi Eagles    | .500  | 2 | 1 | 0 | 1 | 46 | 30 |
| 3    | Tbilisi Crusaders | .000  | 1 | 0 | 0 | 1 | 6  | 14 |
| 4    | AFC Tbilisi       | .000  | 1 | 0 | 0 | 1 | 0  | 34 |

## Finale V
| 2021 | TBD | – | TBD |  |